# دیملر کانکوئست
دیملر کانکوئست (Daimler Conquest) خودرویی است که در سال‌های ۱۹۵۳–۱۹۵۶تولید شده‌است. طول آن در حالت طبیعی ۱۷۷ اینچ (۴٬۴۹۶ میلیمتر)، عرض آن در حالت طبیعی ۶۵٫۵ اینچ (۱٬۶۶۴ میلیمتر)، ارتفاع آن در حالت طبیعی ۶۵ اینچ (۱٬۶۵۱ میلیمتر) و وزن آن در حالت طبیعی ۱٬۳۹۷ کیلوگرم (۳٬۰۸۰ پوند) است.
موتور آن ۲۴۳۳ سی‌سی سیستم جعبه‌دندهٔ آن به صورت خودکار است.